# Shu'aub (huyện)
Huyện Shu'aub là một huyện thuộc tỉnh Amanat Al Asimah, Yemen. Đến thời điểm năm 2003, huyện này có dân số 213939 người